# Франц де Воллан
Франц де Воллан (фр. François Sainte de Wollant, нар. 20 вересня 1752 Антверпен, — пом. 30 листопада 1818, Санкт-Петербург) — нідерландський інженер на службі Російської імперії, перший інженер в арміях Григорія Потьомкіна та Олександра Суворова, перший архітектор Вознесенська, Одеси, Новочеркаська, Тирасполя, Овідіополя та інших міст, будівельник першого чавунного моста в Петербурзі, перший інженер на чолі Відомства шляхів сполучення, перший член Комітету міністрів від цього відомства.

## Життєпис
Народився 20 вересня 1752 в Антверпені в сім'ї представника брабантської знаті.
Молоді роки провів у голландських селищах Північної Америки, де вперше познайомився з військово-інженерною справою: брав участь у будівництві укріплень і бився з англійцями. З 1779 де Воллан служив в Голландській Гвіані де займався топографічними дослідженнями і складанням мап. Після повернення в Нідерланди в 1784 році брав участь у складанні атласу південно-східній частині Голландії. У березні 1786 пішов у відставку.
За протекцією російського посла в Гаазі Степана Количева 30 жовтня 1787 року вступив на російську службу інженер-майором . У наступному році, під час російсько-шведської війни, він у флоті адмірала Самуїла Грейга брав участь в Готландській битві і в кінці того ж року, по потребі в інженерах, був відправлений у Таврійську губернію до армії Григорія Потьомкіна.
На південних кордонах Російської імперії Франц де Воллан спочатку знаходився в розпорядженні Комітету будівництва міста і порту Миколаєва. Прийняв звання виконуючого справи першого інженера армії. Під час Російсько-турецької війни 1787—1792 перебував при облозі і взятті Каушану, Паланки, Аккерману та Бендер, був при облозі Кілії, штурмі Ізмаїла та інших фортець на Дунаї, а також у битвах при Бабадаг, Браїлові і Мачині. 25 березня 1791 року був удостоєний ордена Святого Георгія 4-го ступеня (№ 434 по списку Судравського і № 821 за списком Григоровича — Степанова)
|  | За відмінну хоробрість, надану при штурмі фортеці Ізмаїла, з винищенням колишньої там армії. |

Тоді ж він був нагороджений орденом Святого Володимира 4-го ступеня.
У 1792 році де Воллан займався зміцненням міст і фортець на узбережжях Азовського і Чорного морів. Наступного року був затверджений на посаді першого інженера Південної армії Олександра Суворова; в 1794 році перебував при тій же армії в Польщі при придушенні повстання Костюшка; за відміну працю став полковником і нагороджений орденом Святого Володимира 3-го ступеня.
У званні старшого інженера в 1795 році він керував будівництвом фортеці Фанагорії, порту Ахтіар, фортець Кінбурнської і Тираспольської, а також керував закладкою Перекопу, Овідіополя, Григоріополя, Вознесенська. Складав плани більшості міст, що тоді будувалися (Миколаєва, Новочеркаська, Каменська-Шахтинська та інших).
У рескрипті графу Платону Зубову від 4 грудня 1795 імператриця Катерина II зазначила корисні праці Деволана, «якого невтомною діяльністю і розторопністю всі вироблені у відомстві вашому численні роботи і будови приводяться у виконання з бажаним успіхом, Всемилостивий жалуючи йому в повагу праць їм под'емлемих, і чималих витрат, які він за посадою своєї зобов'язаний робити, десять тисяч рублів одноразово і по ста рублів на місяць їдалень грошей». Приблизно у цей час адміралу Йосипу де Рібасу та інженер-полковнику де Воллану було наказано як можливо ретельніше оглянути береги гирла Дніпра та Чорного моря, виміряти наявні рейди і затоки та обрати зручне місце для порту.
Таким місцем була обрана фортеця Хаджибей, яка була тільки що завойована у турків. По наказу імператриці Катерина II в 1794 році вона була названа містом, і в ній наказано було влаштувати військову гавань з купецькою пристанню. Плани міста і гавані складені де Волланом, удостоїлися Найвищого схвалення, і під його ж керівництвом наказано було провадити всі роботи, які й розпочали негайно. Для будівництва всіх споруд, була заснована «канцелярія будівель міста і порту Хаджібейского», директором якої був призначений де Воллан. При спорудженні міста приватним особам відводились земельні ділянки «на вічне володіння», внаслідок чого і Франц де Воллан отримав ділянку землі. Під його талановитим керівництвом роботи проводилися досить успішно і в 1796 році були закінчені, вслід за тим місто було названо Одесою, а сам де Воллан отримав орден Святого Володимира 2-го ступеня.
Серед іншого, за планом Франца де Воллана, в місті були влаштовані величезні соляні магазини для підтримки обміну хлібу, який привозився чумаками, на таврійську сіль, що, однак, тривало недовго внаслідок труднощів в доставлення солі; він звелів заснувати і біржу для купців. Після смерті імператриці де Воллан змушений був залишити місто і переїхати в Санкт-Петербург. Лише в 1800 році він приїжджав на деякий час до Одеси для утворення там комітету, якому доручено було закінчення спорудження міста.

Третій розділ Польщі змінив положення прикордонних укріплених пунктів і вплинув на сам характер і силу їх розташування, внаслідок чого уряд доручив розробку плану фортець на західних кордонах. У числі інших видатних інженерів, і де Воллан висловив свою думку: визначивши напрямок операційних ліній, він розташовував фортеці в три лінії; в тих же ділянках, де можлива мала війна, вимагав кількох фортець — плацдармів і систему укріплених постів. Ця робота, а також розробка розташування фортець на кордоні з Туреччиною і на південному кордоні, являють собою цінний внесок у матеріали по вивченню значення фортець взагалі. Його військовий погляд на майбутнє південного узбережжя і систему його укріплень висловився в «Записці», в якій він вказав всі особливості захисту Кримського півострова і точно передбачив, більш ніж за півстоліття, облогу Севастополя, її напрямок, місце висадки військ та інше.
24 липня 1797 року він був призначений генерал-майором. Однак, військово-інженерна кар'єра де Воллана закінчилася 6 жовтня 1798 року звільненням зі служби, і на деякий час він навіть виїхав за кордон. Однак, при утворенні Департаменту водяних комунікацій 25 серпня 1799 Деволан (де Воллан) увійшов до складу членів цього департаменту.
Він негайно знайомиться зі штучними спорудами на водних шляхах і представляє складений ним план обхідних каналів Онезького і Ладозького озер. За цю працю Деволан 18 лютого 1800 був підвищений до генерал-лейтенанта.
Енергійний і талановитий де Воллан залишив помітні сліди своєї корисної діяльності в Російській імперії на терені будівельного мистецтва. Багато великі споруди й цілі міста говорять про вшанування його імені, і слід лише шкодувати, що не всі ці споруди йому вдалося особисто довести до кінця.
Серед інших нагород Деволан мав ордени Святого Іоанна Єрусалимського (1801), Святої Анни 1-го ступеня (1802), Святого Олександра Невського (1809).
Франц де Воллан помер 30 листопада 1818, похований у Санкт-Петербурзі на Волковому лютеранському кладовищі.